# Maira whitneyi
Maira whitneyi là một loài ruồi trong họ Asilidae. Maira whitneyi được Curran miêu tả năm 1936. Loài này phân bố ở miền Australasia.